# Ono Tomoyoshi
Tomoyoshi Ono (sinh ngày 12 tháng 8 năm 1979) là một cầu thủ bóng đá người Nhật Bản.

## Sự nghiệp câu lạc bộ
Tomoyoshi Ono đã từng chơi cho Shonan Bellmare và Yokohama FC.